# Ciarán Bourke
Pour les articles homonymes, voir Ciaran.
Ciarán Bourke, né le 18 février 1935 et mort le 10 mai 1988, est un chanteur et musicien irlandais (tin whistle, guitare, harmonica), membre fondateur du groupe folk The Dubliners.